# Unchained
Unchained ist das zweite Album in der Serie American Recordings des Country-Sängers Johnny Cash. Es wurde im November 1996 veröffentlicht und erreichte Platz 26 der Country-Album-Charts.

## Songs und Zusammenarbeit
Für das Album holte sich Cash Begleitmusiker von Tom Petty & the Heartbreakers, den Red Hot Chili Peppers und Fleetwood Mac. Als Höhepunkte dieses Albums gelten Tom Pettys Southern Accents und das inbrünstig gesungene Spiritual. Bei den Aufnahmen zu diesem Album ging es Cash gesundheitlich schon so schlecht, dass er zwischendurch immer wieder Pausen einlegen musste. Er hatte sich die Blockhütte, die er in den 1970ern gegenüber seinem Wohnhaus errichtet hatte, nun endgültig als Studio „Cash Cabin“ hergerichtet, damit er ungestört an den Aufnahmen arbeiten konnte, ohne weit fahren zu müssen. Wie alle von Cashs American-Alben, wurde auch dieses von Rick Rubin produziert.
Zusätzlich zu drei von Cash selbst komponierten Stücken enthält das Album Stücke von Soundgarden (Rusty Cage) und Beck (Rowboat) sowie Gastauftritte von Flea, dem Bassisten der Red Hot Chili Peppers, bei „Spiritual“ sowie Lindsey Buckingham und Mick Fleetwood bei Sea of Heartbreak. Das Album beinhaltet außerdem eine Coverversion des Hank-Snow-Stücks I've Been Everywhere.

## Auszeichnung
Obwohl Unchained von den amerikanischen Country-Radiosendern und anderen Institutionen in Nashville beinahe vollkommen ignoriert wurde, erhielt es einen Grammy als bestes Country-Album. Nach dem Gewinn der Auszeichnung veröffentlichten Cash und die Plattenfirma im Billboard-Magazin eine „Danksagung“ an die Country-Musikindustrie von Nashville in Form des bekannten Fotos aus dem Jahre 1969, aufgenommen während Cashs Auftritt im Gefängnis von San Quentin, auf dem Cash den Mittelfinger in die Kamera zeigt.

## Titelliste
1. Rowboat (Beck) – 3:44
Ursprünglich von Beck für Stereopathetic Soulmanure aufgenommen (1994).
2. Sea of Heartbreak (Hal David/Paul Hampton) – 2:42
Ursprünglich eine Hit-Single von Don Gibson (1961).
3. Rusty Cage (Chris Cornell) – 2:49
Ursprünglich aufgenommen von Soundgarden für Badmotorfinger (1991).
4. The One Rose (That's Left in My Heart) (Del Lyon/Lani McIntire) – 2:26
Ursprünglich veröffentlicht im Jahre 1936.
5. Country Boy (Cash) – 2:31
Ursprünglich von Cash für Johnny Cash With His Hot and Blue Guitar aufgenommen (1957).
6. Memories Are Made of This (Richard Dehr/Terry Gilkyson/Frank Miller) – 2:19
Ursprünglich eine Hit-Single von Dean Martin und The Easy Riders (1956).
7. Spiritual (Josh Haden) – 5:06
Ursprünglich aufgenommen von Spain für The Blue Moods of Spain (1995).
8. The Kneeling Drunkard's Plea (Maybelle Carter/Anita Carter/Helen Carter/June Carter Cash) – 2:32
Ursprünglich aufgenommen von The Louvin Brothers für Satan is Real (1960).
9. Southern Accents (Tom Petty) – 4:41
Ursprünglich aufgenommen von Tom Petty & The Heartbreakers für Southern Accents (1985).
10. Mean Eyed Cat (Cash) – 2:33
Ursprünglich von Cash für Sings Hank Williams aufgenommen (1960).
11. Meet Me in Heaven (Cash) – 3:21
12. I Never Picked Cotton (Bobby George/Charles Williams) – 2:39
Ursprünglich aufgenommen von Roy Clark für I Never Picked Cotton (1970).
13. Unchained (Jude Johnstone) – 2:51
14. I’ve Been Everywhere (Geoff Mack) – 3:17
Ursprünglich eine Hit-Single von Hank Snow (1962).